# Constantino Carneiro de Albuquerque Maranhão
Constantino Carneiro de Albuquerque Maranhão (,  — , ) foi um político brasileiro, ex-deputado estadual por Pernambuco e pai do ex-senador Ney Maranhão. Foi governador de seu estado por um mês, de dezembro de 1958 a janeiro de 1959, entre a renúncia de Cordeiro de Farias, que deixou o cargo ao aceitar o convite para assumir uma representação do governo federal nos Estados Unidos,  e a posse do recém-eleito Cid Feijó Sampaio. 

## Biografia
Era líder político do município de Moreno, na Região Metropolitana do Recife, e foi deputado estadual por diversas legislaturas, chegando à vice-presidência da Assembléia Legislativa do Estado de Pernambuco onde, diante da renúncia do governador Cordeiro de Farias, chegou a assumir interinamente o governo do estado, e transmiti-lo ao governador eleito Cid Feijó Sampaio.
Sua atuação parlamentar foi marcada pelo anticomunismo ferrenho e pela defesa do interesse das classes produtoras, que representava na Assembléia.
Era chamado de "O Rei da Carne Verde", por ser proprietário do Matadouro de Peixinhos, em Olinda, que fornecia quase a totalidade da carne in natura consumida no estado de Pernambuco na metade do século XX.
Era pai do ex-senador e quatro vezes deputado federal por Pernambuco Ney de Albuquerque Maranhão.